# Медаль «За оборону Киева»
Медаль «За оборону Киева» — государственная награда СССР. 
Учреждена Указом Президиума Верховного Совета СССР от 21 июня 1961 года. Автор проекта медали — художник В. Н. Атлантов.

## Предыстория
Во время Великой Отечественной войны 25 марта 1944 года Н. С. Хрущев, будучи в должности председателя Совета народных комиссаров Украинской ССР, предложил Верховному Главнокомандующему Вооружёнными Силами СССР И. В. Сталину учредить медаль «За освобождение Украины». Но инициатива Н. С. Хрущева была отклонена. Свою идею учредить «украинскую» медаль Н. С. Хрущёв реализовал будучи Первым секретарем ЦК КПСС в 1961 году в виде медали «За оборону Киева».

## Положение о медали
Медалью «За оборону Киева» награждались все участники обороны Киева — военнослужащие РККА и войск НКВД, а также все трудящиеся, принимавшие участие в обороне Киева в рядах народного ополчения, на сооружении оборонительных укреплений, работавшие на фабриках и заводах, обслуживавших нужды фронта, участники киевского подполья и партизаны, сражавшиеся с врагом под Киевом. Периодом обороны Киева считается июль — сентябрь 1941 года.
Медаль «За оборону Киева» носится на левой стороне груди и при наличии других медалей СССР располагается после медали «За оборону Сталинграда».
По состоянию на 1 января 1995 года медалью «За оборону Киева» награждено приблизительно 107 540 человек.

## Описание медали
Медаль «За оборону Киева» изготавливается из латуни и имеет форму правильного круга диаметром 32 мм.
На лицевой стороне медали — силуэт здания Верховного Совета Украинской ССР с развевающимся флагом. На фоне здания помещено изображение солдата, матроса, рабочего и партизанки с винтовками наперевес.
В верхней части медали по окружности надпись «ЗА ОБОРОНУ КИЕВА».
В нижней части по окружности — лавровый венок, у нижних концов ветвей — лента с пятиконечной звёздочкой. Лицевая сторона медали окаймлена выпуклым бортиком.
На оборотной стороне медали надпись «ЗА НАШУ СОВЕТСКУЮ РОДИНУ». Над надписью изображение серпа и молота.
Все надписи и изображения на медали выпуклые.
Медаль при помощи ушка и кольца соединяется с пятиугольной колодкой, обтянутой шёлковой муаровой лентой оливкового цвета шириной 24 мм. В центре ленты две продольные полоски: красная — шириной 4 мм и голубая — шириной 2 мм.

## Иллюстрации

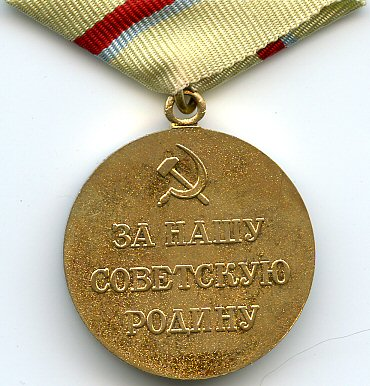
Реверс медали
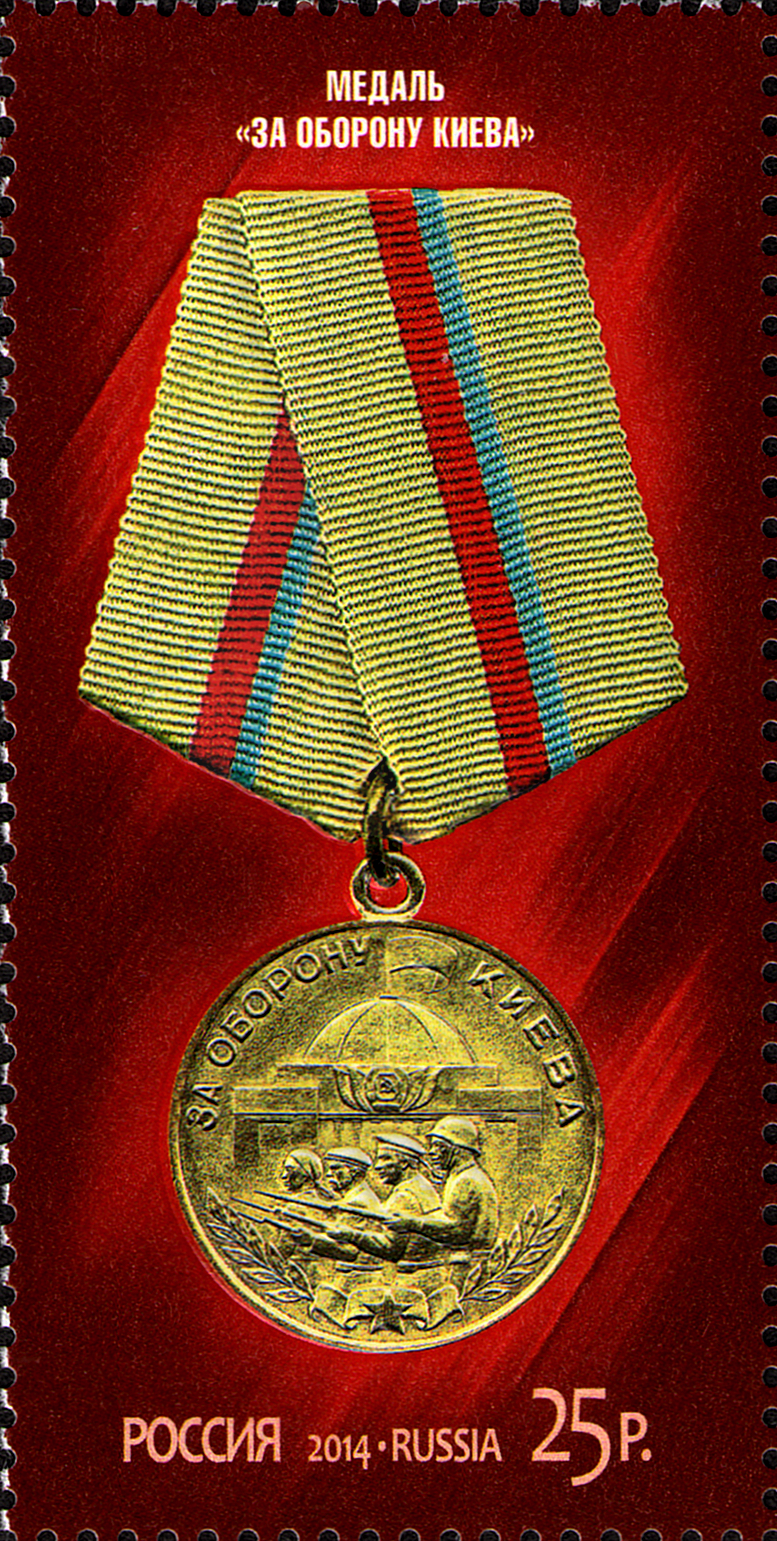
Почтовая марка России, 2014 год